# Райгандж (подокруг)
Райгандж (бенг. রায়গঞ্জ, англ. Raiganj) — подокруг на севере Бангладеш. Входит в состав округа Сираджгандж. Образован в 1937 году. Административный центр — город Райгандж. Площадь подокруга — 267,83 км². По данным переписи 1991 года численность населения подокруга составляла 225 028 человек. Плотность населения равнялась 840 чел. на 1 км². Уровень грамотности населения составлял 21,8 %. Религиозный состав: мусульмане — 97 %, индуисты — 3 %,.